# Pêche à la mouche
Pour les articles homonymes, voir Pêche.
 (novembre 2020).
 (novembre 2020).

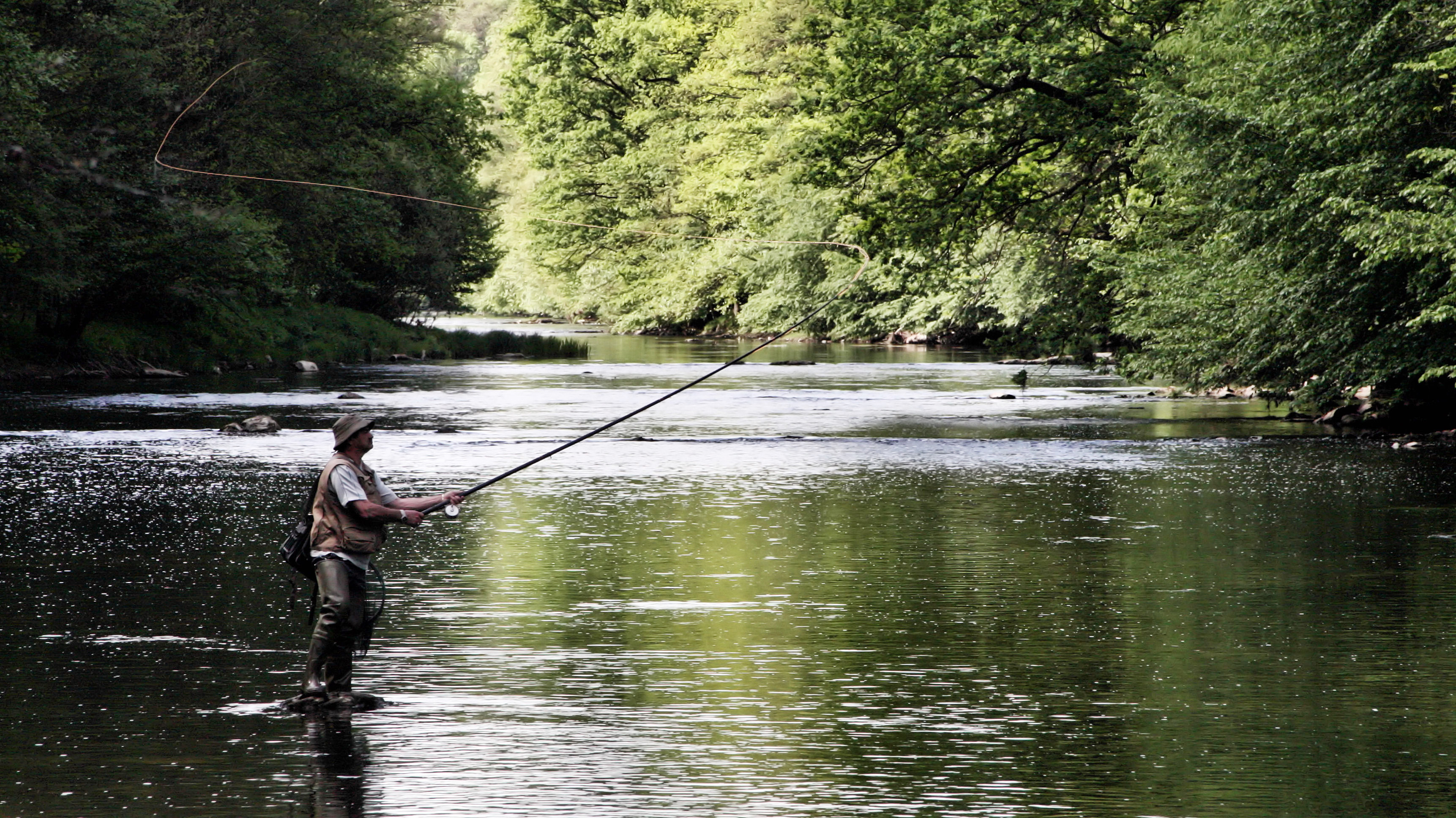
Pêche à la mouche

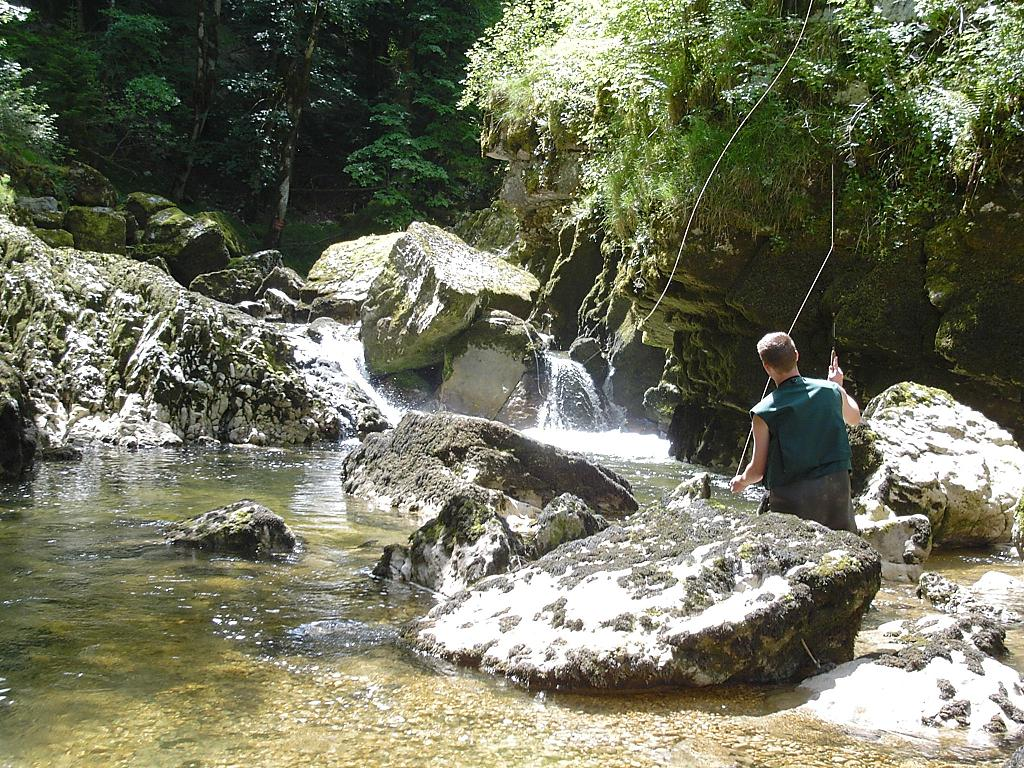
Pêche à la mouche dans la Saine (Jura)

La pêche à la mouche est à la fois une activité de pleine nature, un loisir et un sport qui consiste à pêcher un poisson avec un leurre nommé mouche de pêche qui dans la plupart des cas représente soit un insecte, soit sa larve. Elle est essentiellement utilisée pour la pêche aux salmonidés.

## Objet
La pêche à la mouche permet de prendre de nombreux types de poisson (truite, ombre…) dans des milieux variés, (eau douce ou eau salée, rivières ou étendues d'eau).
Malgré l'essor et la popularisation au cours des années 85 de techniques innovantes permettant de pratiquer avec succès en mer ou sur les poissons carnassiers d'eau douce, elle reste encore traditionnellement associée à la pêche de la truite, de l'ombre ou du saumon atlantique en rivière.
Cette technique de pêche de loisir est caractérisée par :
- L'utilisation de mouches artificielles,
- L'utilisation d'une ligne, appelée soie, dont le poids et l'épaisseur sert à propulser la mouche au moyen du lancer dit « fouetté ».

C'est ce mode de lancer qui distingue le plus cette technique de tous les autres modes de pêche et qui constitue sa spécificité.

## Histoire

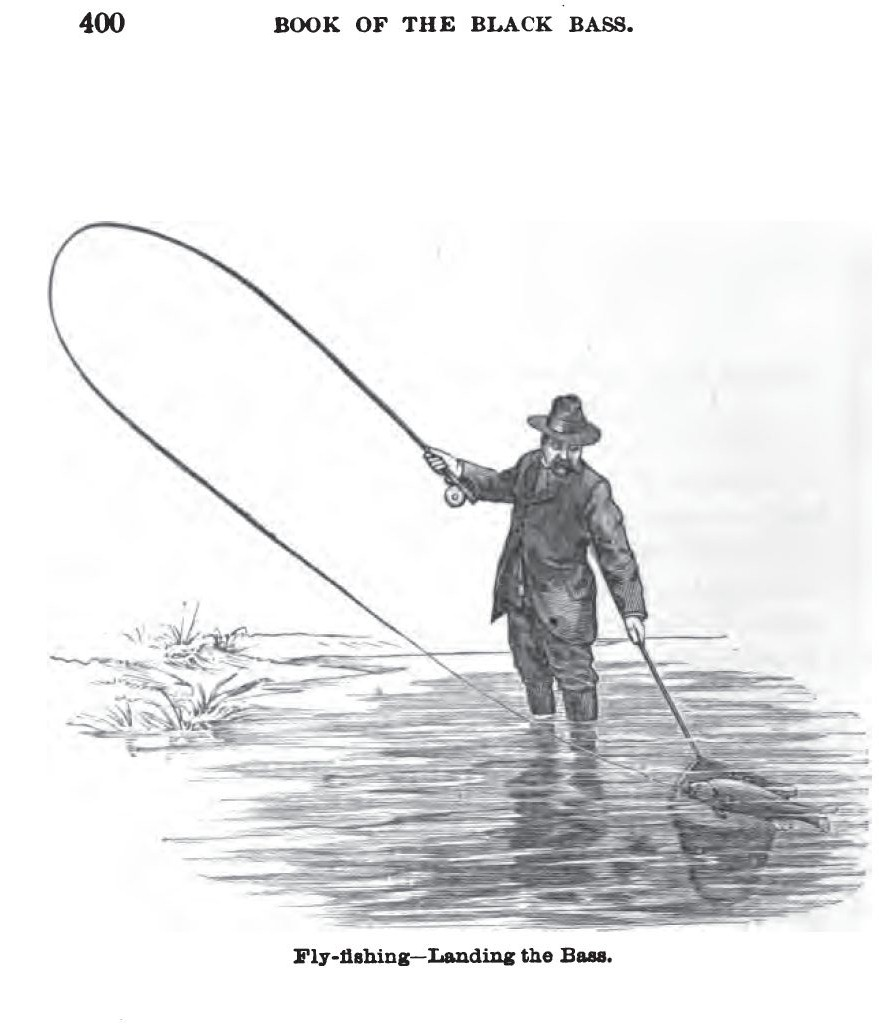
Illustration du Book of the Black Bass, James A. Henshall M.D., 1881.

La première description écrite de pêche à la mouche se trouve dans le Natura Animalium, où Claude Élien (200 apr. J.-C.) décrit une technique de pêche macédonienne consistant à leurrer des « poissons tachetés » (probablement des truites fario) à l'aide d'hameçons recouverts de laine rouge et cerclés de plumes de coq. Il est remarquable de constater qu'au XXIe siècle c'est la même technique, pratiquement inchangée, qui permet aux « moucheurs » de leurrer des truites en imitant par exemple Ecdyonurus venosus (éphémère rougeâtre de la famille des Heptagéniidés).
La deuxième référence écrite est celle de Juliana Berners (ou Barnes ou Bernes, l'orthographe des noms en vieil anglais étant très difficile à déterminer aujourd'hui), abbesse de l'abbaye de Sopwell (Angleterre) au XVe siècle : il s'agit d'ailleurs du premier écrit sur la pêche fait par une femme. Le Livre de St-Alban (Book of St-Alban) est une sorte de guide de savoir-vivre à l'usage de la noblesse : il traite donc des trois savoirs fondamentaux qui font « un homme de qualité », à savoir d'héraldique, de chasse (notamment de fauconnerie) et de pêche. Troisième partie du Livre de St-Alban, le Traité de pêche à la ligne a été imprimé pour la première fois en 1496, mais plusieurs exemplaires manuscrits lui sont antérieurs, dont le plus ancien date de 1425. Il est aujourd'hui couramment admis qu'il s'agissait déjà de la transcription d'un ouvrage antérieur, probablement une ode issue de la Cour d'Orange. Le Traité de pêche à la ligne décrit parfaitement les techniques à mettre en œuvre pour fabriquer douze leurres artificiels (imitant des insectes) appelés mouches.
C'est au XVIIe siècle que la littérature consacrée à la pêche à la mouche commence à s'étoffer vraiment, notamment avec les remarquables apports de Charles Cotton et d'Izaak Walton.

## Techniques

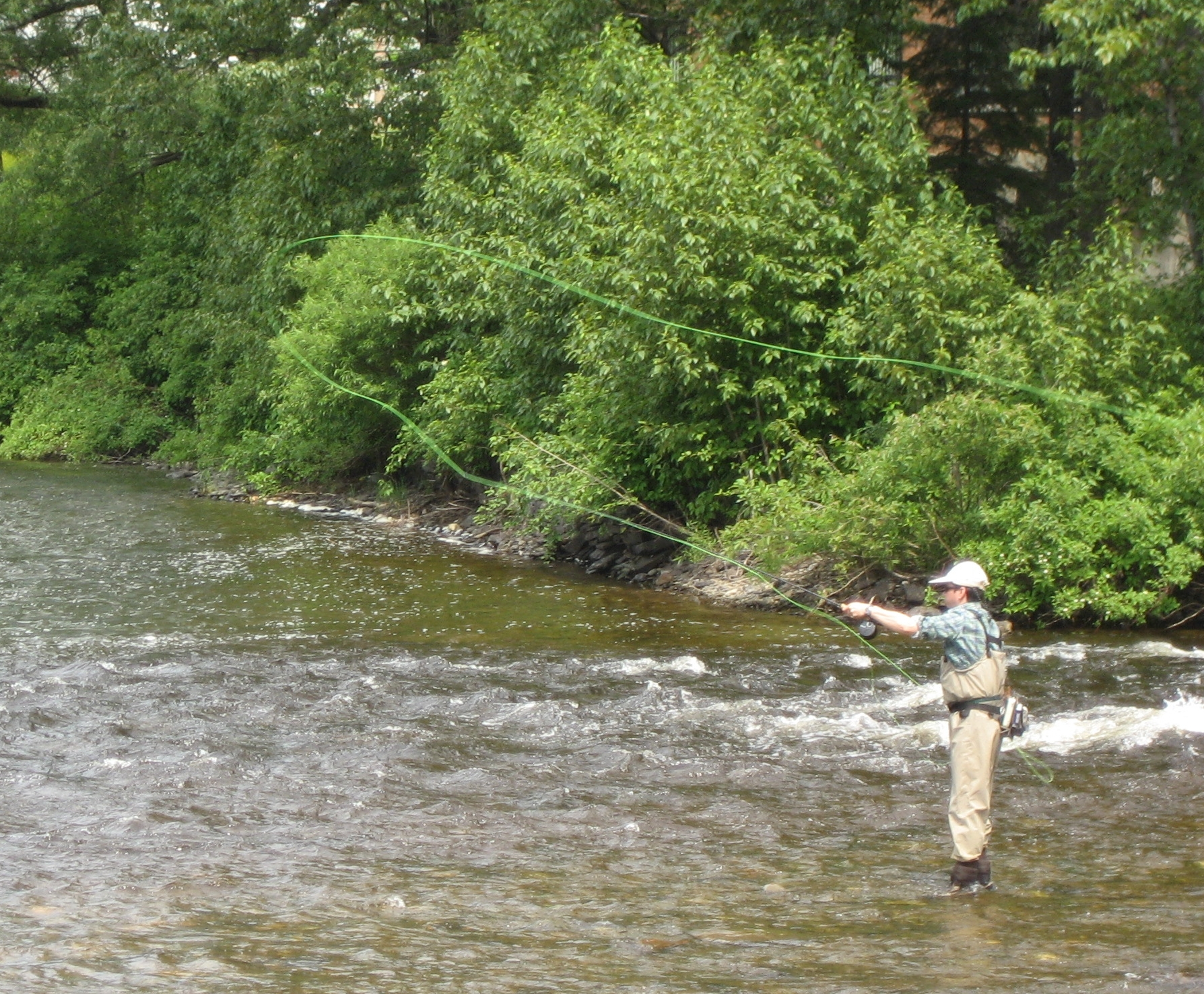
Pêcheur à la mouche sur la rivière Matapédia, Québec

La pêche à la mouche en eau douce peut se décomposer en trois catégories définies par ce que la mouche utilisée tente d'imiter :
- la mouche sèche (imitation d'insectes flottants en surface),
- la nymphe et la mouche noyée (imitation de larves ou de nymphes d'insectes aquatiques se déplaçant sur le fond ou dérivant naturellement entre deux eaux),
- le streamer (imitation d'alevin ou de petit poisson).

En mer, elle se pratique presque exclusivement au streamer, celui-ci pouvant alors également imiter certains crustacés (crabe ou crevette par exemple).
Une mouche artificielle est une imitation de toute proie susceptible d'être consommée par un poisson. La dénomination (mouche) vient du fait que la technique avait initialement comme but exclusif de pêcher les poissons gobant des insectes en surface. Les pêches subaquatiques (noyée, puis nymphe) sont venues plus tard. La dénomination « mouche » reste utilisée pour les imitations d'alevin ou de jeune poisson, même si ce ne sont pas des insectes.

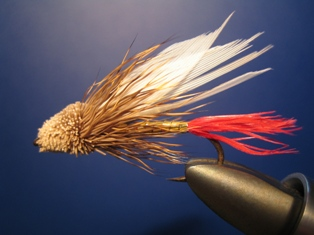
Le Muddler Minnow

Un poisson peut prendre une mouche artificielle pour plusieurs raisons :
- La mouche imite de façon satisfaisante l'aspect visuel et/ou le comportement d'une proie que le poisson a l'habitude de manger,
- La mouche provoque, par son animation et ses couleurs ou reflets, un réflexe d'agressivité du poisson.

Les discussions sur le choix de la bonne mouche selon les conditions sont souvent très riches entre les passionnés.
Le choix de la mouche dépend des conditions météorologiques (température de l'eau, de l'air, vent, luminosité), de la saison, ainsi que de l'heure de la journée.
Les mouches artificielles sont souvent confectionnées par le pêcheur à la mouche lui-même. Le montage de mouche est une activité à part entière qui occupe les passionnés pendant de longues heures de préparation minutieuse. Cette activité nécessite, outre une grande dextérité, une bonne connaissance des comportements alimentaires des poissons recherchés et également en entomologie. On notera toutefois que certains modèles très efficaces n'imitent rien en particulier. On parle alors de « mouche d'ensemble ».
Une mouche est montée en fixant sur l'hameçon divers matériaux, naturels ou synthétiques à l'aide d'un fil de montage (ou soie de montage). Parmi les matériaux les plus utilisés on citera les plumes de coq ou de faisan, mais également de canard, les poils de lièvre, de sanglier, de cervidés (étant creux ils permettent une meilleure flottabilité des leurres) et une variété infinie de matériaux synthétiques spécialement développés pour cette activité.
L'hameçon est généralement maintenu en place dans un étau spécialement conçu pour cet usage.

## Type de lieux de pêche

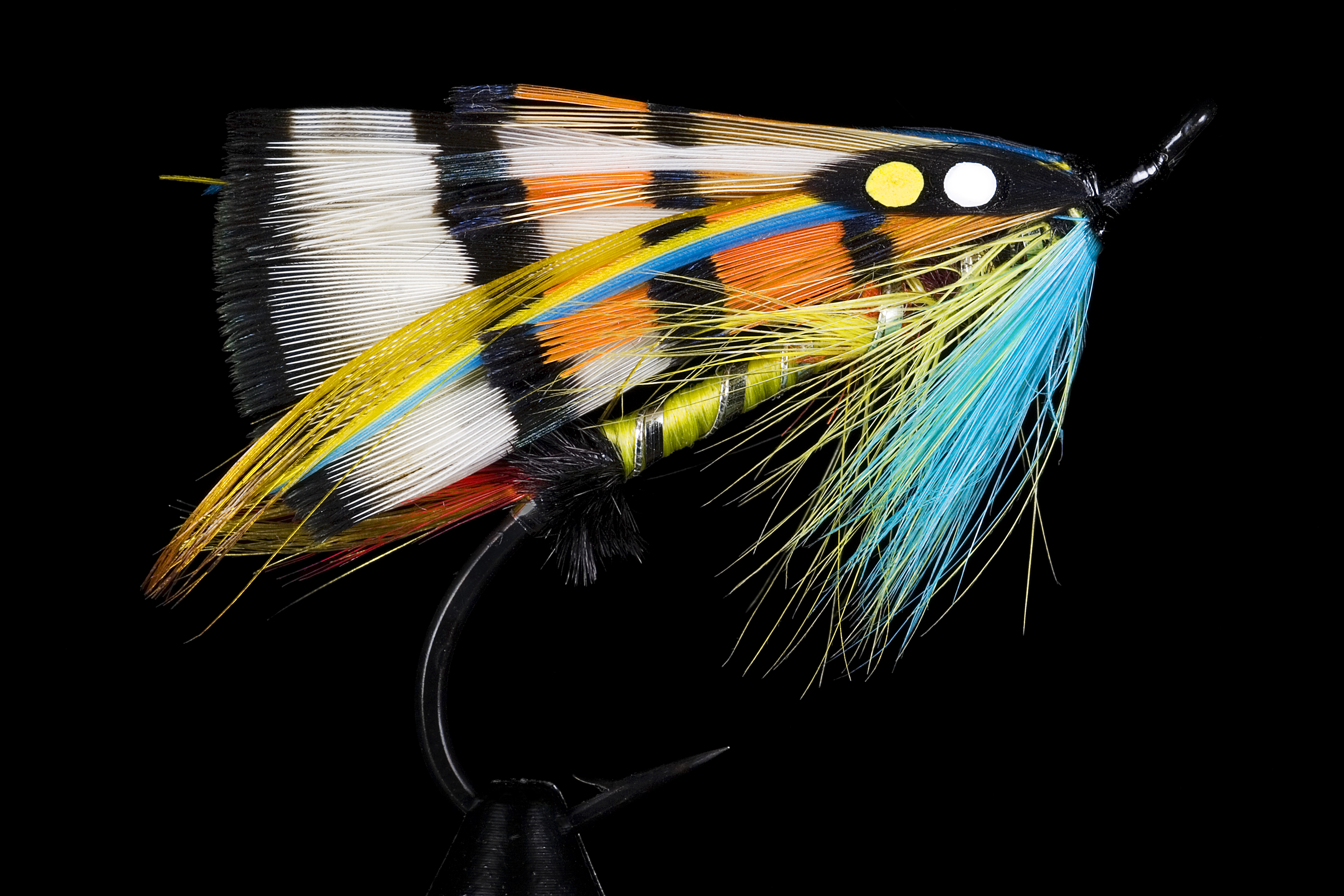
Une mouche pour la pêche au saumon

### Rivière
C'est dans les rivières dites de 1re catégorie que la majorité des moucheurs s'emploie à rechercher la truite fario et l'ombre commun.

### Mer
La pêche à la mouche en mer se développe de plus en plus depuis ces dernières années[Lesquelles ?]. On y pêche par exemple des bars, mulets, chinchards, lieus, maquereaux. La rivière d'Étel peut être considérée[Par qui ?] comme étant le lieu où est née la pêche à la mouche en mer[Passage contradictoire]. Un des lieux phares de la pêche à la mouche en mer en France est le golfe du Morbihan, spécialement pour la pêche du bar.

## Éthique

### Le respect du poisson
Les moucheurs se réclament d'une pratique de pêche sportive, tant par l'aspect physique qu'elle nécessite, que par un état d'esprit particulier. La graciation ou no-kill en est une des nombreuses manifestations : une proportion croissante de moucheurs remettent à l'eau volontairement la majorité de leurs prises (catch-and-release), même celles dépassant la taille légale de capture. Ce respect du poisson participe à une nouvelle approche qui séduit chaque jour davantage de pratiquants. Plus proche de la nature et du milieu, le moucheur profite de la pêche, de la rivière et des poissons (qu'il considère volontiers comme des partenaires de jeux) en oubliant complètement l'aspect alimentaire qui est traditionnellement lié à toute pratique halieutique.
Parallèlement à la pêche en no-kill des parcours de pêche en no-kill ont vu le jour un peu partout aux États-Unis et en Europe pour permettre aux moucheurs et pêcheurs sportifs de pratiquer leur passion dans de meilleures conditions « suis-je aujourd'hui plus malin que le poisson » ou « est-ce le poisson qui est plus malin que moi » dans un esprit d'éthique et de respect « hameçon sans ardillon » et « épuisette obligatoire ».

### L'image de la pêche à la mouche
La pêche à la mouche en Europe a du mal à se départir d'une image de pêche compliquée et chère, voire snob. Outre l'originalité radicale de la pratique et de sa technique de lancer, qui nécessite beaucoup de pratique pour être maitrisée, cette réputation provient probablement du fait que les pêcheurs à la mouche utilisent beaucoup de termes anglais. Cela vient du fait que les origines modernes de cette technique sont britanniques et qu'une très grande partie du vocabulaire n'a pas été traduite.
On parle parfois de chapeaux à plume, terme péjoratif désignant les moucheurs se considérant comme supérieurs aux autres pêcheurs en raison de leur pratique, supposée plus technique, plus fine et plus aboutie que les autres.
Cet aspect élitiste est en train de disparaître grâce à la baisse du prix du matériel et à l'augmentation du nombre de pratiquants, qui sont désormais de tout niveau social.
Cette pêche est de plus en plus celle du contemplatif, qui ne la pratique pas pour montrer son niveau social, mais pour se retrouver, au calme, sans artifices, en fusion avec le milieu. Les chapeaux à plume sont loin en réalité, mais toujours présents dans l'esprit de certains opposants à cette pêche qui la perçoivent encore comme élitiste. Aux États-Unis, au Canada, on trouve de plus en plus de pêcheurs à la mouche chez les skieurs, snowboarders, par essence très éloignés de la caricature habituelle du pêcheur à la mouche.
De plus, la technique est aujourd'hui démythifiée : bien décrite et expliquée dans de nombreux livres, revues spécialisées, DVD ou sites web, le débutant qui souhaite commencer trouvera de nombreuses références simples et accessibles, sans compter les nombreux clubs mouches bien répartis sur le territoire français.

### La pêche au Saumon atlantique à la mouche
La pêche au saumon atlantique au Québec est strictement réservée à la technique de la pêche à la mouche artificielle. Le Québec comporte plus de 60 rivières à saumon qui sont réparties en 6 régions distinctes. Le Bas-Saint-Laurent, Charlevoix & Québec, la Côte-Nord-Duplessis, la Côte-Nord-Manicouagan, la Gaspésie, l'île d'Anticosti, le Grand-Nord du Québec et le Saguenay.

## Matériel
Le matériel est constitué de :
- une canne ou « fouet », aujourd'hui en carbone. Pendant longtemps il s'agissait de cannes en bambou noir, le plus souvent en un seul brin, parfois avec une virole (donc en deux brins). Avec l'industrialisation et l'évolution de la qualité des colles, à partir de 1865, la canne en bambou refendu s'est peu à peu imposée. Son prix prohibitif a permis, dès 1965 à la fibre de verre de la supplanter, puis, vers 1990, au carbone de s'imposer ;
- un moulinet qui joue à la fois le rôle de réserve de fil et de frein en cas de combat avec un poisson de taille importante. Il en existe de plusieurs types, manuels (simples ou démultipliés), semi-automatiques (citons notamment le Vivarelli) ou automatiques, à diamètre de bobine normal ou plus récemment de grand diamètre (les anglo-saxons parlent de moulinet  large arbor) ;
- une soie qui est l'élément propulseur du leurre et qu'il faut "fouetter" pour obtenir une distance de lancer. Il en existe certaines qui sont naturelles (en soie) et qui demandent un peu d'entretien, mais la plupart sont synthétiques. La soie peut être flottante, plongeante ou intermédiaire : cela dépend des conditions de pêche, du poisson mais aussi des goûts ou des capacités de chacun. La soie peut adopter diverses formes, shooting head, double taper, weight forward voire « parallèle » ;
- backing qui est une réserve de fil raccordé au moulinet d'un côté et à la soie de l'autre pour le cas où toute la soie serait sortie du moulinet (souvent avec des gros poissons);
- un bas de ligne, au bout de la soie qui fait la transition entre la soie et la mouche. Celui-ci peut être conçu avec des nylons de différents diamètres raccordés entre eux, ou bien il peut s'agir d'une sorte de tresse de diamètre dégressif, voire, plus classiquement, d'un nylon de diamètre dégressif communément appelé « queue de rat ». Le dernier brin de nylon, celui sur lequel est nouée la mouche est communément nommé pointe. Le brin précédent est le porte pointe;
- une mouche fixée à l'extrémité du bas de ligne soit imitative (une nymphe, une noyée, une sèche, une émergente) soit incitative (un streamer).

## Accessoires

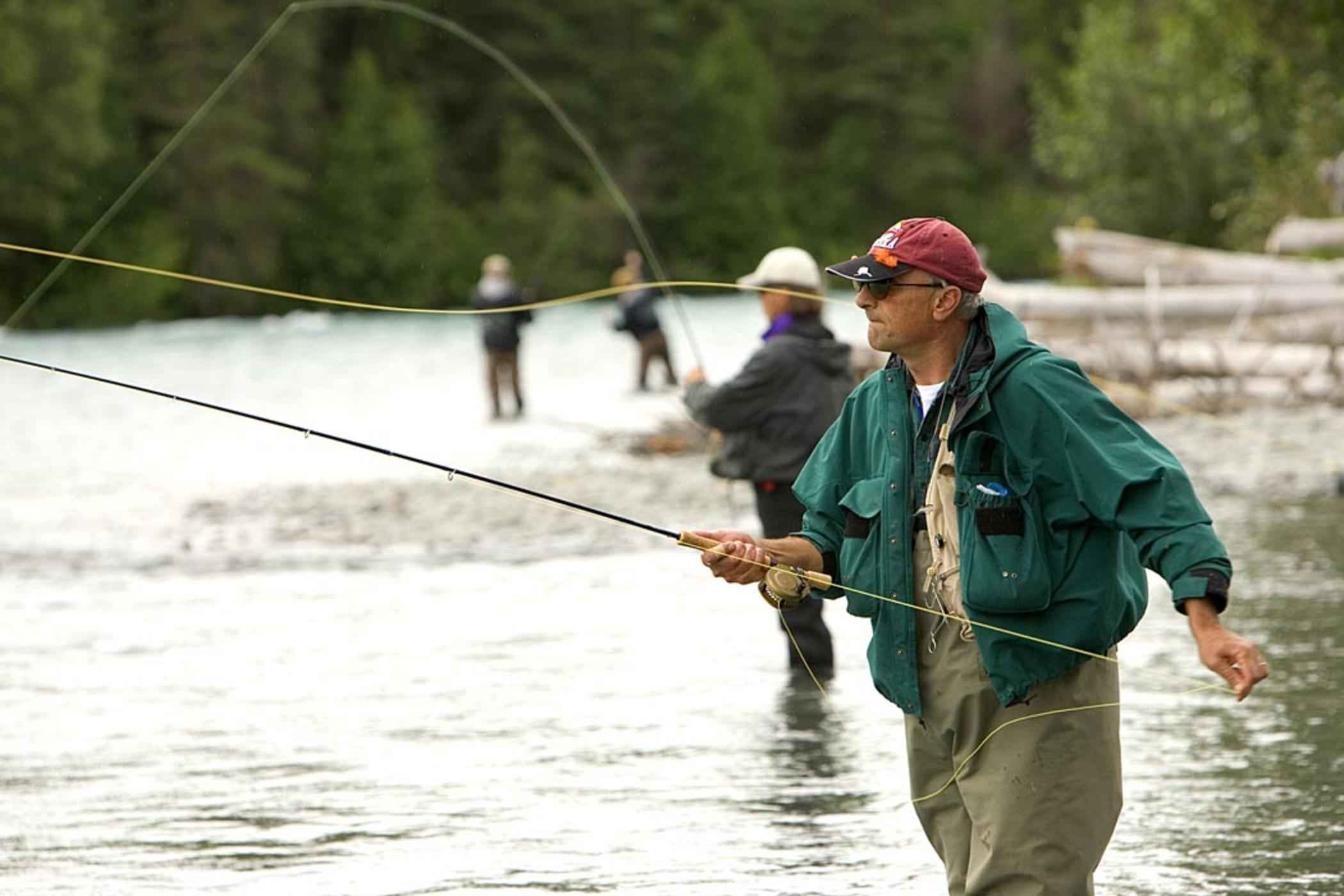
Pêcheur à la mouche équipé du gilet et des waders.

Nombreux sont les accessoires du pêcheur à la mouche, outre le fameux chapeau à plumes remplacé de nos jours par une casquette ou une simple visière, l'équipement est composé d'un gilet lui-même affublé de nombreux petits outils ou accessoires.
Le gilet permet de stocker les différentes boîtes à mouches, les bas de lignes ou les bobines de fils, les lunettes polarisantes trouveront également leurs places, elles permettront de pouvoir observer le poisson en cas de clarté de l'eau et d'ensoleillement suffisant. On pourra trouver dans le gilet une pince pour écraser un ardillon ou ôter un hameçon maladroitement planté dans un vêtement (ou dans la main), une pince coupe-fil, une aiguille pour déboucher un œillet, un produit hydrophobe pour permettre aux mouches sèches de flotter.
Autre élément essentiel de l'équipement du moucheur : un pantalon de wading (waders (en)) (sorte de salopette en matière imperméable et de plus en plus respirante, qui permet de s'avancer dans le lit de la rivière) ou des cuissardes (bottes hautes).
Même lorsqu'ils pratiquent le no-kill, les moucheurs sont souvent munis d'une épuisette (à maille fine, et de plus en plus en mailles en caoutchouc pour moins blesser le poisson), qui leur permet de décrocher le poisson sans risquer de le blesser.

## Pêche à la mouche au cinéma
- 1992 : Et au milieu coule une rivière de Robert Redford avec Brad Pitt, Craig Sheffer et Brenda Blethyn
- 2008 : Deux jours à tuer de Jean Becker avec Albert Dupontel, Marie-Josée Croze et Pierre Vaneck
- 2012 : Les Saumons du Yémen de Lasse Hallstrom avec Ewan McGregor, Emily Blunt, Amr Waked
- 2022 : Mending the line de Joshua Caldwell avec Brian Cox, Patricia Heaton, Perry Mattfeld

## Pêcheurs de renommée internationale
- Pascal Cognard
- Henri Bresson